# こころの虹
「こころの虹」（こころのにじ）は、1968年1月25日に発売されたジャッキー吉川とブルー・コメッツの楽曲である。

## 概要
作詞は、橋本淳、作曲・編曲は井上忠夫によるもの。黒沢明とロス・プリモスの「ラブユー東京」を意識した、ムード歌謡調の濃い楽曲となった。この曲の発売直前の前年（1967年）12月に、彼ら最大のヒット曲である「ブルー・シャトウ」が第9回日本レコード大賞を受賞したこともあり、ブルー・コメッツに対する注目度も高まっていた頃に発売され、前作に続いてヒットした。
B面収録曲の「すみれ色の涙」は、1967年10月25日に発売されたアルバム「ジャッキー吉川とブルー・コメッツ オリジナル・ヒット第2集」の収録曲である「すみれ色の瞳」（作詞：片桐和子、作曲・編曲：小田啓義）のアンサーソングにあたる楽曲でその後1981年に岩崎宏美がシングル曲としてカバーしたことで知られる。岩崎の同曲もヒット作となり、第23回日本レコード大賞・最優秀歌唱賞を獲得した。

## 収録曲
| #         | タイトル                         | 作詞         | 作曲      | 編曲       | 時間 |
| --------- | -------------------------------- | ------------ | --------- | ---------- | ---- |
| 1.        | 「こころの虹（Blue Rainbow）」   | 橋本淳       | 井上忠夫  | 井上忠夫   | 2:37 |
| 2.        | 「すみれ色の涙（A Tears Fell）」 | 万里村ゆき子 | 小田啓義  | 森岡賢一郎 | 2:38 |
| 合計時間: | 合計時間:                        | 合計時間:    | 合計時間: | 合計時間:  | 5:15 |